# Susana Walker
Susana Walker, d. Susana Merigo Kassab (ur. 31 stycznia 1976) – brazylijska lekkoatletka, tyczkarka.
W 1995 zajęła 4. miejsce w mistrzostwach Ameryki Południowej juniorów z wynikiem 2,40.
Dwukrotna rekordzistka Brazylii:
- 3,50 (16 lipca 1997, Long Beach)
- 3,60 (16 maja 1998, Los Angeles)